# Niaku
Niaku (em persa: نياكو, romanizada como Nīākū, Neyākū e Niya Kooh) é uma aldeia do distrito rural de Kisom, situada no distrito central de Astaneh-ye Ashrafiyeh, na província de Gilan, no Irã. No censo de 2006, sua população era de 991, em 287 famílias.